# Championnat de Belgique de rugby à XV de 2e division
 (signalé en mai 2025).
Si vous disposez d'ouvrages ou d'articles de référence ou si vous connaissez des sites web de qualité traitant du thème abordé ici, merci de compléter l'article en donnant les références utiles à sa vérifiabilité et en les liant à la section « Notes et références ».
- Archive Wikiwix
- Bing
- Cairn
- DuckDuckGo
- E. Universalis
- Gallica
- Google
- G. Books
- G. News
- G. Scholar
- Persée
- Qwant
- (zh) Baidu
- (ru) Yandex
- (wd) trouver des œuvres sur Wikidata

Pour les articles homonymes, voir Championnat de Belgique.
Le Championnat de Belgique de rugby à XV de 2e division est le deuxième échelon du championnat de Belgique de rugby à XV. Il est organisé par la Fédération belge de rugby à XV. Avant la saison 1967-68, il n'y avait qu'une seule division divisée en 2 poules. Depuis sa création, le champion de D2 sera, suivant les différentes formules de championnat de D1, soit le 9e, le 11e, le 13e ou le 15e club belge.

## Les clubs de l'édition 2017-2018
| - RSCA-Rugby - Brussels Citizens Rugby - Coq Mosan - Rhinos Rugby Oudenaarde - Rugby Club Frameries | - Rugby Club de Mons - Rugby Black Star Charleroi - BUC St-Josse RC - Rugby Club Leuven - Rugby Namur XV |

## Palmarès
| - 1968 : Coq Mosan - 1969 : RC Seraing - 1970 : Dendermonde - 1971 : RC Frameries - 1972 : Racing Jet Bruxelles - 1973 : Forest Rugby Club - 1974 : RFC Liégeois Rugby - 1975 : Kibubu Rugby Club - 1976 : Boitsfort Rugby Club - 1977 : Kituro Rugby Club - 1978 : Rugby Club Visé - 1979 : RC Soignies - 1980 : RC Frameries - 1981 : RFC Liégeois Rugby - 1982 : Rugby Club Visé - 1983 : Standard RC - 1984 : Brussels Barbarians - 1985 : Edegem RFC - 1986 : RC Mons - 1987 : La Hulpe RC - 1988 : RSCA-Rugby - 1989 : RC Mons - 1990 : Edegem RFC - 1991 : RC Frameries - 1992 : Coq Mosan | - 1993 : Standard RC - 1994 : RFC Liégeois Rugby - 1995 : La Hulpe RC - 1996 : Racing Jet Bruxelles - 1997 : Rugby Club Visé - 1998 : RC Luxembourg - 1999 : Racing Jet Bruxelles - 2000 : RFC Liégeois Rugby - 2001 : La Hulpe RC - 2002 : Kituro Rugby Club - 2003 : RSCA-Rugby - 2004 : RC Frameries - 2005 : RSCA-Rugby - 2006 : Rugby Club Visé - 2007 : RSCA-Rugby - 2008 : Kituro Rugby Club - 2009 : Rugby Club Visé - 2010 : Dendermonde - 2011 : BUC Saint-Josse RC - 2012 : Coq Mosan - 2013 : RFC Liégeois Rugby - 2014 : RC La Hulpe - 2015 : Rugby Ottignies Club - 2016 : RFC Liégeois Rugby - 2017 : Boitsfort RC | - 2018 : RC Frameries - 2019 : Rhinos Rugby Oudenaarde - 2020 : Annulé (à cause de la pandémie de COVID19) - 2021 : Annulé (à cause de la pandémie de COVID19) - 2022 : Coq Mosan - 2023 : RC Leuven - 2024 : RFC Liégeois Rugby - 2025 : Rugby Namur XV |  |

## Bilan par club
| Club                    | Titre(s) | Premier(s) - Dernier(s) |
| ----------------------- | -------- | ----------------------- |
| RFC Liégeois Rugby      | 7        | 1974-2024               |
| Rugby Club Visé         | 5        | 1978-2009               |
| RC Frameries            | 5        | 1971-2018               |
| RSCA-Rugby              | 4        | 1988-2007               |
| Rugby Club La Hulpe     | 4        | 1987-2014               |
| Coq Mosan               | 4        | 1968-2022               |
| Kituro RC               | 3        | 1977-2008               |
| Racing Jet              | 3        | 1972-1999               |
| Dendermondse RC         | 2        | 1970-2010               |
| Standard RC             | 2        | 1983-1993               |
| RC Mons                 | 2        | 1986-1989               |
| Edegem RFC              | 2        | 1985-1990               |
| Boitsfort RC            | 2        | 1976-2017               |
| Brussels Barbarians     | 1        | 1984                    |
| Kibubu Rugby Club       | 1        | 1975                    |
| RC Soignies             | 1        | 1979                    |
| BUC Saint-Josse RC      | 1        | 2011                    |
| Rugby Ottignies Club    | 1        | 2015                    |
| Rhinos Rugby Oudenaarde | 1        | 2019                    |
| RC Leuven               | 1        | 2023                    |
| Namur XV                | 1        | 2025                    |